# تاتيانا كوتوفا (لاعبة الوثب الطويل)
تاتيانا فلاديميروفنا كوتوفا (الروسية: Татьяна Владимировна Котова ، من مواليد 11 ديسمبر 1976) رياضية سباقات المضمار والميدان التي تنافست مع روسيا في الوثب الطويل. أفضل قفزة شخصية لها بلغت 7.42 مترًا في آنسي في عام 2002، هي أفضل مسافة حققتها لاعبة الوثب الطويل.
فازت كوتوفا بميداليات برونزية في الحدث في دورة الألعاب الأولمبية الصيفية لعامي 2000 و2004. فازت بثلاث ميداليات فضية متتالية في بطولة العالم لألعاب القوى من 2001 إلى 2005 ، وحصلت أيضًا على الميدالية البرونزية في عام 2007. وحققت نجاحًا أكبر في ألعاب القودى داخل الصالات، حيث فازت ببطولة العالم للألعاب الداخلية في ثلاث مناسبات ، في أعوام 1999 و 2003 و 2006 ، حصلت على المركز الثاني في عامي 2001 و 2004. تم تجريدها لاحقًا من الميدالية الفضية العالمية لعام 2005 واللقب العالمي للصالات الداخلية لعام 2006. ومن بين ألقابها الأخرى انتصاراتها في بطولة أوروبا 2002 وكأس العالم للاتحاد الدولي لألعاب القوى 2002. احتلت المركز الثالث في ألعاب النوايا الحسنة لعام 2001 وفازت بالجائزة الكبرى عام 2000 في الدوري الذهبي لألعاب القوى.

## نشأتها
ولدت كوتوفا في قوقند، أوزبكستان الاشتراكية السوفياتية ، ونشأت في تابوشار ، جمهورية طاجيكستان الاشتراكية السوفياتية. بدأت في ممارسة سباقات المضمار والميدان في عام 1995 ، وكانت تمارس سابقًا أيضًا الكرة الطائرة وكرة السلة. التدريبات في بارناول ، غرب سيبيريا ، فازت كوتوفا بميدالية ذهبية في بطولة أوروبا تحت 23 سنة في توركو ، فنلندا ، وفي عام 1999 حصلت على الميدالية الذهبية في بطولة العالم الداخلية في مايباشي.